# Sociální média
Sociální média jsou nástroje, které umožňují lidem tvořit, sdílet a vyměňovat mezi sebou informace a multimediální obsah v rámci virtuální komunity nebo sítě. Spadají do podmnožiny médií, které považujeme za formu sdělovacích prostředků. Jedná se o vysoce interaktivní platformy, které za pomocí mobilních a webových zařízení poskytují efektivní způsob tvorby vlastního obsahu. Těmito možnostmi sociální média zásadně změnila způsob, jak mezi sebou organizace, komunity, podniky i jednotliví uživatelé komunikují.
Patrně nejrozšířenějším typem sociálních médií jsou platformy (Facebook, Instagram, Twitter a další).
Sociální média = platformy tj. Facebook, Instagram, Twitter a další.
Sociální sítě = okruhy uživatelů na sociálních mediích (např. okruh mých přátel na Facebooku, skupiny, fóra atd.).

## Charakteristika
Od tradičních médií se sociální média odlišují v mnoha ohledech. Zásadním rozdílem je, že tradiční médium představuje jediný zdroj informace, kdežto na sociálním médiu informace z mnoha zdrojů proudí k mnoha uživatelům. Velkým rozdílem je také možnost okamžité reakce, editace, komentáře či jiného zásahu do obsahu.
Sociální média se stávají nedílnou součástí online života, jelikož jejich prvky jsou stále častěji zakomponovány do tradičních webů (např. sekce pro komentáře, tlačítka pro sdílení). Po obchodní stránce jsou sociální média využívána k propagaci produktů, zviditelnění značky, navázání bližšího kontaktu se zákazníkem či rozjetí nového businessu.
Sociální média se v čase vyvíjejí a vzdalují svým kořenům. Sociální média, která vyrostla na tom a jenom díky tomu, že uživatelům ukazovala vše, co si uživatelé objednali, se postupem času mění na stroj snažící se jen co nejvíce připoutat diváka s cílem ukázat mu co nejvíce inzerce.
Sociální média mají i desítky negativních vlivů. Podporují u uživatelů naštvanost.

## Vlastnosti
- Aktuálnost: Sociální média se snaží o udržení co největší aktuálnosti. Toho dosahují například skrze RSS feed, či skrze různé notifikace, které upozorňují uživatele na nový obsah.
- Editace: Editace zaručuje proměnlivost obsahu. To zabraňuje jeho zastarání a vytváří dynamické prostředí pro spolupráci. Tato vlastnost je nejvíce patrná například na samotné Wikipedii.
- Validace: Sociální média umožňují uživatelům hodnotit zveřejněný obsah. Ten pak získává určitou reputaci a má vypovídací hodnotu pro svého potenciálního konzumenta ještě před samotným prohlédnutím. Na tomto principu pracuje např. server Digg.com. Ten se specializuje na třídění obsahu a poté pro své návštěvníky vybírá ty nejzajímavější články právě publikované na internetu.[6]
- Sdílení: Vzájemná propojenost je základní schopností internetu. I obsah sociálních médií je tedy možno sdílet mezi jejich uživateli, ale i napříč jednotlivými platformami a službami.